# Nachal Charcit
Nachal Charcit (hebrejsky: נחל חרצית) je krátké vádí v Dolní Galileji, v severním Izraeli.
Začíná na severovýchodních svazích hřbetu Har Javne'el. Zde se nachází pramen Ejn Charcit (עין חרצית). Pak směřuje rychle se zahlubujícím korytem k východu a prudce sestupuje do údolí Bik'at Javne'el, do kterého vstupuje jižně od vesnice Javne'el, kde míjí z jihu archeologickou lokalitu Chirbet Jama nebo Churvat Jama (חרבת ימה), jež uchovává zbytky osídlení z dob Římské říše. Vádí pak vede k východu, kde ústí cca 1 kilometru jihovýchodně od Javne'el zprava do vádí Nachal Javne'el.